# FreeCell
FreeCell – gra karciana będąca rodzajem pasjansa, której celem jest posortowanie talii kart według określonych zasad.

## Zasady

### Plansza
Plansza do gry składa się z trzech grup pól. 
Pierwsza grupa, docelowa, składająca się z czterech pól, to miejsce na posortowane karty. Na puste pole można położyć asa w dowolnym kolorze; na kartę leżącą na którejś z grup można położyć tylko kartę o tym samym kolorze i dokładnie o jednostkę wyższą – na przykład na ósemkę kier można położyć dziewiątkę kier, na waleta pik – damę pik itp. Z grupy docelowej nie wolno zdejmować kart.
Druga grupa, pomocnicza, składa się z czterech pól. Na każde z pól można położyć dowolną kartę, niezależnie od wagi czy koloru. Na karty znajdujące się w grupie pomocniczej nie można kłaść żadnych kart. Z grupy pomocniczej można zdejmować karty w dowolnym momencie.
Trzecia grupa, składająca się z ośmiu pól, stanowi pole gry. Na początku są na niej ułożone wszystkie karty tak, że widać wszystkie wagi i kolory (koszulkami w dół). Na pierwszych czterech polach leży 7 kart, na pozostałych czterech – 6. Z każdego pola można zdejmować kartę znajdującą się na jej wierzchu; natomiast położyć kartę na polu można tylko wtedy, gdy karta na którą kładziemy, jest przeciwnego koloru (czarny/czerwony) i o jednostkę wyższa od karty kładzionej – na przykład na króla kier można położyć tylko damę pik lub damę trefl. Na puste pole można położyć dowolną kartę.

### Ruch
W każdym ruchu można przenieść dokładnie jedną kartę. Do poprawnych ruchów należą:
- Przeniesienie karty z pola gry na inne pole gry;
- Przeniesienie karty z pola gry do grupy pól pomocniczych
- Przeniesienie karty z grupy pól pomocniczych na pole gry
- Przeniesienie karty z pola gry do grupy pól docelowych
- Przeniesienie karty z grupy pól pomocniczych do grupy pól docelowych.

Czasami zdarza się, że nie jest możliwe wykonanie ruchu zgodnego z zasadami gry. Freecella uznaje się wtedy za przegranego.
Nie każde rozdanie FreeCella jest możliwe do ułożenia.

### Odmiany Freecella
Istnieje wiele odmian gry Freecell, różniących się zasadami gry. Przykładowo:
- Grupa pól pomocniczych zawiera trzy, dwa lub jedno pole - gry nazywają się, odpowiednio: Three cells, Two cells i One cell.
- Karty znajdujące się w polu gry, pomijając te znajdujące się na wierzchu, są zakryte.

## Implementacje

### Microsoft Freecell
Gra Freecell jest domyślnie instalowana z systemami z serii Microsoft Windows. Producenci gry dostarczyli 1 000 000 rozdań.

### Platformy mobilne
Kilka implementacji gry Freecell można znaleźć w portalu Sourceforge.net.